# تیم دوچرخه‌سواری آرمی دو تر
تیم دوچرخه‌سواری آرمی دو تر (فرانسوی: Armée de terre‎) یک تیم دوچرخه‌سواری در کشور فرانسه بود.
این تیم در سال ۲۰۱۱ تأسیس و در سال ۲۰۱۷ منحل شد.